# Fujiwara no Ishi
Fujiwara no Ishi/Takeko (1 de febrer, 1000 - 6 de setembre, 1036) va ser una dona de mitjans del període Heian. Filla del regent Fujiwara no Michinaga. La seva mare era Minamoto Noriko. Emperadriu vídua del 68è emperador Go-Ichijo. També conegut com Ochumiya. Els seus fills van ser la princesa Akiko (emperadriu consort de l'emperador Go-Reizei) i la princesa Kaoruko (emperadriu consort de l'emperador Go -Sanjo). Els seus germans de la mateixa mare eren Yorimichi, Norimichi, Jotomon'in Shoshi, Kenshi i Yoshiko.

## Biografia
El 1012, va ser nomenada assistent de l'emperadriu. Va ascendir al quart rang júnior, i el mateix any al tercer rang junior. L'any 1013 va ser ascendit a Segon Grau Júnior, i el 1017 també va ser el cap de sacerdot del Palau de Gokashiro. El març de 1018, va entrar a la cort del seu nebot, l'emperador Go-Ichijo. Va rebre el decret imperial de Nyogo a l'abril i va ser nomenada emperadriu a l'octubre. L'abril de 1036 va morir el seu marit, l'emperador Goichijo. Es va fer monjo el 4 de setembre del mateix any i va morir dos dies després. Va morir als 38 anys.
La tercera filla de Michinaga i Michiko. Va entrar a la Cort Imperial als 20 anys, esperant la cerimònia de la majoria d'edat de l'emperador Go-Ichijo, fill de la seva germana gran , Shoshi . Com que ella era nou anys més gran que el seu marit, es deia que Ishi estava avergonyida d'això, però com a filla del poderós Michinaga, era molt estimada, i fins i tot els germans d'Ishi es mostraven reticents a permetre que la seva filla entrés al palau, de manera que fins i tot després de la mort de Michinaga, cap altre consort mai va ser admès a l'harem. A més, l'establiment d'Ishi com a emperadriu va ser una gesta sense precedents per a Michinaga, ja que tenia tres emperadrius (emperadriu, emperadriu vídua i gran emperadriu vídua) totes elles filles seves. El poema waka "Konoyo wo ba", que es diu que simbolitza el poder de Michinaga, va ser compost en el banquet de celebració en aquesta època ("Shogoki").
Tanmateix, tot i que era l'única emperadriu, els dos fills que va donar a llum eren nenes, i quan va néixer la primera princesa, la princesa Akiko, l'emperador, en resposta a la decepció dels que l'envoltaven, va protegir Ishi dient: "Hi va haver un temps en el passat en què teníem una emperadriu", com es pot veure a l'"Eiga Monogatari". Després d'això, no va néixer cap nen, i menys de sis mesos després de la mort de l'emperador als 29 anys, Iko també va morir de verola. Les dues joves princeses, que eren els fills supervivents de Takeshi, van ser posteriorment posades sota la tutela de la seva àvia i tia, Shoshi, i del seu oncle, Yorimichi, i quan van créixer, van entrar a les corts dels seus cosins, els germans Go-Reizei i Go-Sanjo, respectivament. Cap de les dues princeses va transmetre la seva línia de sang a les generacions futures, i així el llinatge de l'emperador Go-Ichijo i Takeshi va arribar a la seva fi.
Va patir un avortament involuntari l'estiu de 1322 quan va resar al santuari d'Ise pel naixement d'un príncep (va resar tant als santuaris de Kashima com de Katori el 1322).